# Anna Volkova (sciatrice)
Anna Filippovna Volkova (in russo Анна Филипповна Волкова?; Elizovo, 16 maggio 1975) è un'ex sciatrice nordica russa naturalizzata austriaca attiva sia nello sci di fondo sia nel biathlon, disciplina nella quale colse i maggiori successi. In seguito al matrimonio assunse il cognome del coniuge e gareggiò come Anna Sprung.

## Biografia
Nello sci di fondo gareggiò soltanto a livello nazionale in Austria. In Coppa del Mondo di biathlon ottenne il primo risultato di rilievo il 30 novembre 1996 a Lillehammer (25ª) e la prima, nonché primo podio, il 5 dicembre successivo a Östersund.
In carriera prese parte a un'edizione dei Giochi olimpici invernali, Nagano 1998 (44ª nella sprint) e a sei dei Campionati mondiali, vincendo due medaglie.

## Palmarès

### Biathlon

#### Mondiali
- 2 medaglie:
  - 1 oro (gara a squadre[2] a Pokljuka/Hochfilzen 1998)
  - 1 argento (gara a squadre[2] a Osrblie 1997)

#### Coppa del Mondo
- Miglior piazzamento in classifica generale: 14ª nel 1998
- 11 podi (3 individuali, 8 a squadre[1]), oltre a quelli ottenuti in sede iridata e validi anche ai fini della Coppa del Mondo:
  - 5 vittorie (2 individuali, 3 a squadre)
  - 2 secondi posti  (a squadre)
  - 4 terzi posti (1 individuale, 3 a squadre)

##### Coppa del Mondo - vittorie
| Data            | Località    | Nazione | Spec.                                                           |
| --------------- | ----------- | ------- | --------------------------------------------------------------- |
| 5 dicembre 1996 | Östersund   | Svezia  | IN                                                              |
| 8 dicembre 1996 | Östersund   | Svezia  | RL (con Ol'ga Mel'nik, Galina Kukleva e Ol'ga Romas'ko)         |
| 16 marzo 1997   | Novosibirsk | Russia  | MS                                                              |
| 18 gennaio 1998 | Anterselva  | Italia  | RL (con Galina Kukleva, Ol'ga Romas'ko e Al'bina Achatova)      |
| 24 gennaio 1999 | Anterselva  | Italia  | RL (con Al'bina Achatova, Svetlana Išmuratova e Galina Kukleva) |

Legenda:

MS = partenza in linea

IN = individuale

RL = staffetta

#### Campionati austriaci
- 8 medaglie[3]:
  - 6 ori (inseguimento nel 2001; 10 km inseguimento nel 2002; 7,5 km sprint, 15 km nel 2003; 15 km skiroll  nel 2004; 15 km skiroll  nel 2005)
  - 2 argenti (sprint nel 2001; 7,5 km sprint nel 2002)

### Sci di fondo

#### Campionati austriaci
- 2 medaglie[3]:
  - 1 oro (15 km nel 2002)
  - 1 argento (5 km nel 2001)